# Husqvarna Norden 901
Die Husqvarna Norden 901 ist ein Motorrad vom Typ Reiseenduro der Marke Husqvarna Motorcycles des österreichischen Fahrzeugherstellers Pierer Mobility mit Sitz in Mattighofen. Das Modell ist seit dem Herbst 2021 erhältlich und ist die erste Reiseenduro der Marke Husqvarna. Technisch basiert sie weitestgehend auf der Konzernschwester KTM 890 Adventure.

## Modellgeschichte
Die Norden 901 wurde erstmals auf der internationalen Fachmesse EICMA 2019 als Studie vorgestellt. Im Oktober 2021 wurde sie dann als Serienmodell der Öffentlichkeit vorgestellt und entsprach größtenteils der Studie von 2019. Mit der Norden 901 ist, zum ersten Mal seit die Marke zu Pierer Mobility gehört, wieder ein Zweizylindermotor in einem Husqvarna-Motorrad verfügbar.
Im Jahr 2023 erschien mit der Norden 901 Expedition eine Variante, die speziell für Offroad-Strecken ausgelegt ist.
Zur Markteinführung mit dem Modelljahr 2022 wurde die Norden 901 zu folgenden Grundpreisen verkauft: 14.649 Euro in Deutschland, 16.349 € in Österreich und 14.990 Franken in der Schweiz. Im Modelljahr 2024 betrugen die Grundpreise für die Norden 901 15.199 € in Deutschland, 16.999 € in Österreich und 15.990 Fr. in der Schweiz, für die Norden 901 Expedition 16.999 € in Deutschland, 18.899 € in Österreich und 17.790 Fr. in der Schweiz.

## Antrieb
Der Motor der Norden 901 ist ein wassergekühlter Reihen-2-Zylinder mit 889 cm³ Hubraum, der dank zweier Ausgleichswellen extrem vibrationsarm läuft. Der Motor basiert auf dem LC8c-Motor von KTM, der bereits in die KTM 890 Adventure eingebaut wurde.

## Ausstattung
Die Ausstattung der Norden 901 ähnelt in vielen Bereichen der der KTM 890 Adventure. Neben dem Motor wurden auch der Rahmen und die Schwinge vom KTM-Modell übernommen. Es gibt serienmäßig drei Fahrmodi („Street“, „Rain“ und „Offroad“) und auf Wunsch den „Explorer“-Modus (vergleichbar mit dem „Rally“-Modus bei KTM). Das ABS ist ein Kurven-ABS von Bosch mit „Street“- und „Offroad“-Modi. Die Traktionskontrolle ist schräglagenabhängig und lässt sich im „Explorer“-Modus in neun Stufen einstellen. Ein Tempomat ist serienmäßig mit an Bord. Darüber hinaus verfügt die Norden 901 über eine „Ride-by-Wire“-Gasannahme, einen „Quickshifter“ und eine „Anti-Hopping“-Kupplung. Im Vergleich mit der KTM 890 Adventure fällt besonders die Verkleidung auf, die sich mit einem Rundscheinwerfer am Design der „Street“-Modelle von Husqvarna orientiert, auch LED-Zusatzscheinwerfer sind serienmäßig. Ein weiterer Unterschied ist die Federung mit einer voll einstellbaren Upside-Down-Gabel des Typs Apex von WP vorne und einem ebenfalls voll einstellbaren WP-Apex-Federbein an der Zweiarmschwinge hinten.

## Aufnahme und Kritik
Die Norden 901 wurde insgesamt sehr positiv aufgenommen. Sie wurde, insbesondere im Vergleich mit der technisch ähnlichen KTM 890 Adventure, als harmonisches und „sehr zugängliches“ Motorrad und eine Bereicherung für das Reiseenduro-Segment und die Marke Husqvarna beschrieben. Insbesondere die Optik, die deutlich gefälliger ist als die von KTM, wird wiederholt positiv hervorgehoben.

## Norden 901 Expedition
Im Unterschied zur Norden 901 ist die Norden 901 Expedition mit beheizbaren Griffen, einem größeren Windschild und einem 4 mm dicken Aluminium-Motorschutz ausgerüstet.
Technische Unterschiede
| Variante              | Norden 901                                                   | Norden 901 Expedition                                         |
| --------------------- | ------------------------------------------------------------ | ------------------------------------------------------------- |
| Federung vorn         | USD-Gabel WP Apex 43 mm Standrohrdurchmesser 220 mm Federweg | USD-Gabel WP XPLOR 48 mm Standrohrdurchmesser 240 mm Federweg |
| Federung hinten       | Federbein WP Apex 215 mm Federweg                            | Federbein WP XPLOR 240 mm Federweg                            |
| Bodenfreiheit         | 252 mm                                                       | 270 mm                                                        |
| Tankinhalt            | 19 l                                                         | 19 l                                                          |
| Leergewicht (trocken) | 204 kg                                                       | 215 kg                                                        |